# Blanchette de Lorraine
Blanchette de Lorraine is een Belgisch bier van hoge gisting.
Het bier wordt sinds 2005 gebrouwen in Brasserie Millevertus te Breuvanne.
Het is een oranjekleurig troebel fruitbier op basis van witbier, met een alcoholpercentage van 5%. Men gebruikt hiervoor Mirabelles de Lorraine uit Frans Lotharingen.